# 圣盎博罗削教堂 (巴黎)
圣盎博罗削教堂（Église Saint-Ambroise）是位于巴黎十一区的一座教堂，得名于安波罗修。附近有圣昂布鲁瓦地铁站（Saint-Ambroise）。

## 历史

### 兴建与祝圣
圣盎博罗削教堂座落在伏尔泰大道71号，兴建于1863年到1868年。这座教堂是在在尤金亲王大道（boulevard du Prince-Eugène，伏尔泰大道的旧名）开辟后不久，由建筑师西奥多巴吕（Théodore Ballu）设计和监督建造。它取代了附近的一所圣母教堂（Notre-Dame de la Procession），大约在随后被夷平为广场的位置。
1910年12月7日，莱昂-阿阿梅特（Léon-Adolphe Amette）枢机主教祝圣了圣盎博罗削教堂。

### 非法移民占领
1996年3月18日，大约300名非洲非法移民占领了教堂。由于健康风险，神甫要求撤离。3月22日上午，警方撤离教堂。这些非法移民最终占据了圣伯尔纳铎教堂（église Saint-Bernard）。
在巴黎公社期间，公社社员曾在教堂隐藏武器，得到当时神甫的同意。